# 1927–1928-as NHL-szezon
Az 1927–1928-as NHL-szezon a 11. National Hockey League szezon volt. Tíz csapat egyenként 44 mérkőzést játszott. Stanley-kupa győzelmével a New York Rangers lett az első amerikai kupabajnok a National Hockey League alapítása óta és egyszerre az első a Seattle Metropolitans 1917-es kupagyőzelme óta.

## A liga üzleti változásai
Az O'Brien-trófeát először a National Hockey Association (NHA) majd az NHL alapszakasz-bajnok kapta, de az 1927–28-as szezontól kezdve az a Kanadai-divízió bajnokának adták. A Prince of Wales-trófeát pediglen az Amerikai-divízió győztese kapta ettől a szezontól fogva; ezelőtt ezt is alapszakasz-bajnoksági díj volt.
A Toronto Maple Leafs leváltotta eddigi zöld címeres fehér egyenruhájukat egy új kék-fehérrel. A Maple Leafs lett az első csapat akinek sötét és fehér meze is volt.

## Szabálymódosítások
Ettől a szezontól az NHL megengedte a játékosok játék folyamán történő („on-the-fly”) játékoscseréket, amennyiben a leváltandó játékos elhagyja a jeget mielőtt a leváltó játékos a jégre lépne.

## Az alapszakasz
A szezon előtt a Chicago Black Hawks elbocsátotta edzőjüket, Pete Muldoont, helyette Hugh Lehman és Barney Stanley töltötte be közösen az edzői posztot. A Black Hawks utolsó helyen végezte a szezont, mindössze hét győzelmet szerezve. Muldoon az elbocsátása nyilvánosan megátkozta a csapatot, azt mondván, hogy a Black Hawks sosem fog ligabajnok lenni. A Black Hawksnak csak az 1966–67-es szezonban sikerült a ligabajnoki címet elnyerni.
Az Ottawa Senators játszott a liga legkisebb piacában. Az amerikai csapatok felvétele, amitől emelkedtek a játékosok fizetései, pénzügyi nehézségeket okozott a Senatorsnak. Ezért nagyobb részesedést kértek a többi csapattól az idegenben játszott mérkőzésekért, és néhány fontosabb játékost is eladtak. Az sztár jobbszélsőjüket, Hooley Smitht, a Montreal Maroonsnak adták el 22 500 dollárért, és cserében visszakapták régi sztárjukat, Punch Broadbentet is. Ezután eladták Torontónak Edwin Gorman hátvédet is. A fő oka a problémának az volt, hogy az ottawai szurkolók nagy többsége inkább olyan mérkőzésre járt ki, amelyben az ellenfél kanadai csapat volt.
Az NHL legnagyobb sztárja Howie Morenz volt. Fölényesen lett pontkirály és kérdés nélkül megnyerte a Hart-trófeát is. Az ottawai kapus, Alex Connell, új csúcsot állított miután 461 percet - több mint hat meccset zsinórban - játszott anélkül, hogy egyetlen gólt is beengedett volna.
A szezon elejét a Maple Leafs erősen kezdte, és kétségtelennek látszott a rájátszásba jutásuk. Viszont Hap Day és Bill Carson sérülései után lelassultak, és negyedik helyen végezve, nem jutottak be a rájátszásba.
Eddie Shore-t és Hal Winkler kapust köszönhette a Boston Bruins az Amerikai-divíziói bajnokságukat. A Canadiens a szezon közepén fölényesen vezette a Kanadai-divízió táblázatát, mielőtt Pit Lépine megsérült. A sérülés után lelassultak, de mégis sikerült első helyen befejezni az alapszakaszt.

## Tabella
Megjegyzés: a vastagon szedett csapatok bejutottak a rájátszásba
| Kanadai-divízió     | MSz | Gy | V  | D  | P  | SzG | KG  | B   |
| ------------------- | --- | -- | -- | -- | -- | --- | --- | --- |
| Montréal Canadiens  | 44  | 26 | 11 | 7  | 59 | 116 | 48  | 496 |
| Montreal Maroons    | 44  | 24 | 14 | 6  | 54 | 96  | 77  | 549 |
| Ottawa Senators     | 44  | 20 | 14 | 10 | 50 | 78  | 57  | 483 |
| Toronto Maple Leafs | 44  | 18 | 18 | 8  | 44 | 89  | 88  | 436 |
| New York Americans  | 44  | 11 | 27 | 6  | 28 | 63  | 128 | 563 |

| Amerikai-divízió    | MSz | Gy | V  | D  | P  | SzG | KG  | B   |
| ------------------- | --- | -- | -- | -- | -- | --- | --- | --- |
| Boston Bruins       | 44  | 20 | 13 | 11 | 51 | 77  | 70  | 558 |
| New York Rangers    | 44  | 19 | 16 | 9  | 47 | 94  | 79  | 462 |
| Pittsburgh Pirates  | 44  | 19 | 17 | 8  | 46 | 67  | 76  | 395 |
| Detroit Cougars     | 44  | 19 | 19 | 6  | 44 | 88  | 79  | 395 |
| Chicago Black Hawks | 44  | 7  | 34 | 3  | 17 | 68  | 134 | 375 |

## Kanadai táblázat
| Játékos        | Csapat                                | MSz | G  | A  | P  |
| -------------- | ------------------------------------- | --- | -- | -- | -- |
| Howie Morenz   | Montréal Canadiens                    | 43  | 33 | 18 | 51 |
| Aurel Joliat   | Montréal Canadiens                    | 44  | 28 | 11 | 39 |
| Frank Boucher  | New York Rangers                      | 44  | 23 | 12 | 35 |
| George Hay     | Detroit Cougars                       | 42  | 22 | 13 | 35 |
| Nels Stewart   | Montreal Maroons                      | 41  | 27 | 7  | 34 |
| Art Gagné      | Montréal Canadiens                    | 44  | 20 | 10 | 30 |
| Bun Cook       | New York Rangers                      | 44  | 14 | 14 | 28 |
| Bill Carson    | Toronto Maple Leafs                   | 32  | 20 | 6  | 26 |
| Frank Finnigan | Ottawa Senators                       | 38  | 20 | 5  | 25 |
| Bill Cook      | New York Rangers                      | 43  | 18 | 6  | 24 |
| Duke Keats     | Detroit Cougars / Chicago Black Hawks | 38  | 14 | 10 | 24 |

## Kapusok statisztikái
| Játékos           | Csapat             | MSz | Perc | KG | SO | KGÁ  |
| ----------------- | ------------------ | --- | ---- | -- | -- | ---- |
| George Hainsworth | Montréal Canadiens | 44  | 2730 | 48 | 13 | 1.05 |
| Alex Connell      | Ottawa Senators    | 44  | 2760 | 57 | 15 | 1.24 |
| Hal Winkler       | Boston Bruins      | 44  | 2780 | 70 | 15 | 1.51 |
| Roy Worters       | Pittsburgh Pirates | 44  | 2740 | 76 | 11 | 1.66 |
| Clint Benedict    | Montreal Maroons   | 44  | 2690 | 76 | 6  | 1.70 |

## Stanley-kupa rájátszás
A Kanadai-divízió elődöntőjében a Montréal Maroons kiütötte az Ottawa Senatorst 3:1-es gólaránnyal, majd bejutottak a kupadöntőbe miután nagy nehezen megnyerték a szériát a Montréal Canadiens ellen, 3:2-es gólaránnyal.
Az Amerikai-divízió elődöntőjében jelentős akadálynak bizonyult a New York Rangersnek a Pittsburgh Pirates, de sikeresen megnyerték a durván játszott szériát; a gólarány 6:4 volt a Rangers javára. Ezután aránylag könnyen, 5:2-es gólaránnyal a Rangers megnyerte a Boston Bruins elleni szériát.

### Stanley-kupa döntő
A cirkusz miatt a Rangers nem játszhatott a Madison Square Gardenben. A Boston Bruins felajánlotta saját stadionjukat a Rangers „hazai” pályájaként, de a Rangers inkább az összes meccset a montreali Forumban játszotta. Az első meccset a Maroons nyerte 2:0-ra, Nels Stewart és Clint Benedict kapus voltak a meccs sztárjai.
Drámai jelenet volt a második mérkőzés. Nels Stewart kapura lövése szembe találta a Rangers kapusát, Lorne Chabot-t. Chabot nem tudta folytatni, és a Rangersnek szüksége volt egy kapusra. Ottawa edzője, Eddie Gerard, nem adta kölcsönbe Alex Connell kapust. Mérgében Lester Patrick, a Rangers edzője, úgy döntött, hogy saját maga beöltözik a kapus felszerelésbe. A 44-éves edző megkérte játékosait, "fiuk, ne hagyjatok egy öregembert cserben". A Rangers játékosai ezután könyörtelenül ütötték minden montreali játékost, aki kapujukhoz közeledett. Bill Cook góljával 1:0-as vezetést szerzett a Rangers, de Nels Stewart kiegyenlített. Frank Boucher a hosszabbításban gólt lőtt, és a Rangers megnyerte a meccset. A New York-i játékosok vállukon vitték le a könnyező Patricket, aki tizennyolc lövésből tizenhetet kivédett. Patrick így a legöregebb kupadöntőben szereplő játékos lett; ez a rekord a mai napig áll.
A harmadik meccs előtt a Rangers kölcsön kapta a New York Americans kapusát, Joe Millert. Miller jól játszott a harmadik mérkőzésen, de a Maroons győzött 2:0-as eredménnyel. De a negyedik és ötödik meccseken Frank Boucher csodálatosan szerepelt, és a Rangers megnyerte a sorozatot és a Stanley-kupát. A Rangers a második kupagyőztes amerikai csapat lett, és az első amerikai NHL-tag, amely megnyerte a Stanley-kupát.
Montreal Maroons vs. New York Rangers
| Dátum       | Idegenben        | Eredmény | Otthon           | Eredmény | Megjegyzés |
| ----------- | ---------------- | -------- | ---------------- | -------- | ---------- |
| Április 5.  | New York Rangers | 0        | Montreal Maroons | 2        |            |
| Április 7.  | New York Rangers | 2        | Montreal Maroons | 1        | (hossz.)   |
| Április 10. | New York Rangers | 0        | Montreal Maroons | 2        |            |
| Április 12. | New York Rangers | 1        | Montreal Maroons | 0        |            |
| Április 14. | New York Rangers | 2        | Montreal Maroons | 1        |            |

Az öt mérkőzésből álló párharcot (három győzelemig tartó sorozatot) a New York nyerte 3:2-re, így ők lettek a Stanley-kupa bajnokok.

## NHL díjak
- Hart-emlékkupa (legértékesebb játékos) - Howie Morenz, Montréal Canadiens
- Lady Byng-emlékkupa (legsportszerűbb játékos) - Frank Boucher, New York Rangers
- O'Brien-trófea (Kanadai-divízió bajnoka) — Montréal Canadiens
- Prince of Wales-trófea (Amerikai-divízió bajnoka) — Boston Bruins
- Vezina-trófea (legjobb kapus) - George Hainsworth, Montréal Canadiens

## Debütálók
Itt a fontosabb debütálók szerepelnek, első csapatukkal. A csillaggal jelöltek a rájátszásban debütáltak.
- Dit Clapper, Boston Bruins
- Norman Gainor, Boston Bruins
- Cy Wentworth, Chicago Black Hawks
- Charlie Gardiner, Chicago Black Hawks
- Larry Aurie, Detroit Cougars
- Marty Burke, Montréal Canadiens
- Jimmy Ward, Montreal Maroons
- Joe Lamb, Montreal Maroons
- Marty Barry, New York Americans
- Allan Shields, Ottawa Senators
- Joe Primeau, Toronto Maple Leafs

## Visszavonulók
Itt a fontosabb olyan játékosok szerepelnek, akik utolsó NHL-meccsüket ebben a szezonban játszották.
- Sprague Cleghorn, Boston Bruins
- Corb Denneny, Chicago Black Hawks
- Frank Foyston, Detroit Cougars
- Jack Walker, Detroit Cougars
- Billy Boucher, New York Americans
- Odie Cleghorn, Pittsburgh Pirates